# Estación del Cable
la Antigua estación del cable o estación la Camelia, es una estación del antiguo sistema de transporte y carga del Cable Aéreo Manizales - Mariquita, ubicado en Manizales y que actualmente es propiedad de la Universidad Nacional de Colombia, siendo la sede de la Facultad de Arquitectura de la misma. 

## Historia
La edificación fue construida entre 1921 y 1922, por el ingeniero neozelandés James Lindsay, de la compañía inglesa The Dorada Railway - Ropeway Extention Limited, siendo propiedad de dicha compañía hasta 1951, renunciando a sus derechos y pasando a ser propiedad del estado Colombiano, posteriormente en 1962 deja de ser estación tras el cese de función y desmantelamiento del cable aéreo Manizales - Mariquita, pasando a funcionar como bodegas y a ser sede de una compañía de taxis de la ciudad, hasta que en 1969, la Universidad Nacional de Colombia, da inicio a la facultad de arquitectura ocupando el edificio. En 1996 es declarado Monumento Nacional en conjunto con la Torre de Herveo, mediante el Decreto 1543 del 28 de agosto de 1996. 1 2

|  |  |  |  |  |  |
|  |  |  |  |  |  |